# 슈퍼걸 (1984년 영화)
《슈퍼걸》(영어: Supergirl)은 1984년 영국의 슈퍼히어로 영화로, DC 코믹스의 캐릭터 슈퍼걸의 실사영화이자 이전 슈퍼맨 영화 시리즈의 스핀오프 작품이다. 자노 슈와르크가 연출하고 헬렌 슬레이터가 주인공 카라 / 슈퍼걸 역을 맡았다. 이외에 페이 더너웨이, 피터 오툴 등의 대배우가 출연하였다.
최초의 여성 슈퍼히어로 영화라는 타이틀을 갖고 있지만, 《슈퍼걸》은 흥행, 평가 양면에서 참패하였다. 알렉산더 솔카인드와 일리아 솔카인드 부자는 이 영화와 전해 개봉한 《슈퍼맨 3》(1983)의 흥행 실패로 슈퍼맨 영화화 권리를 캐넌 필름스에 매각한다.

## 줄거리
칼-엘의 사촌이자 조-엘의 조카인 카라 조-엘은 행성 크립톤의 파괴에서 살아남아 "이너스페이스"라고 불리는 초차원 공간의 주머니로 옮겨진 고립된 공동체인 아르고 시티에 살고 있다. 마법사 잘타르는 카라에게 아르고를 움직이는 강력한 물건인 "오메가헤드론"을 관찰하도록 허락했는데, 그는 도시 정부의 허락 없이 그것을 빌렸다. 그러나 불행한 사고로 인해 오메가헤드론은 우주로 발사된다. 카라는 배를 타고 오메가헤드론을 따라 지구로 가고, 그 과정에서 "슈퍼걸"로 변신하여 그것을 회수하고 아르고 시티를 구한다.
지구에서 오메가헤드론은 힘에 굶주린 마녀 셀레나가 회수하는데, 그녀는 무능한 비앙카의 도움을 받아 마법사(이자 학교 교사) 나이젤과의 관계에서 벗어나려 한다. 정확히 무엇인지는 모르지만, 셀레나는 오메가헤드론이 강력하며 진정한 마법을 부여할 수 있다는 것을 빠르게 깨닫는다. 카라는 지구에 도착하여 그 환경과 태양의 방사선으로 새로운 힘을 얻는다. 오메가헤드론을 찾는 동안 그녀는 "린다 리"라는 가명으로 위장하여 여학교에 등록하고 루시 레인과 친구가 된다. 카라는 또한 학교 관리인인 이든을 만나 그에게 반한다.
이든은 또한 셀레나의 눈에 띄는데, 셀레나는 그에게 하루 동안 처음 본 사람과 사랑에 빠지게 하는 사랑의 묘약을 먹인다. 이든은 셀레나가 없는 동안 의식을 회복하고 거리로 나간다. 분노한 셀레나는 새로운 힘을 사용하여 건설 차량을 움직여 이든을 되찾으려 하고, 그 과정에서 혼란을 야기한다. 린다로 위장한 슈퍼걸은 이든을 구하고, 그는 대신 슈퍼걸과 사랑에 빠진다. 아무도 자신을 막을 수 없다고 선언한 셀레나는 그 학생을 찾아 나서려 한다.
놀이공원 놀이기구에서 사랑에 사로잡힌 이든을 상대하려던 린다는 셀레나의 기습을 받아 슈퍼걸로 변신하기 전에 셀레나를 일시적으로 전선에 묶는다. 나중에 집으로 돌아온 셀레나는 나이젤에게 이든을 텔레포트시켜 슈퍼걸이 자신들에게 오도록 한다. 셀레나는 이든을 붙잡고, 슈퍼걸을 함정에 빠뜨려 팬텀 존이라는 감옥 차원으로 보낸다. 이제 무력해진 슈퍼걸은 황량한 풍경을 헤매다 기름진 늪에서 거의 익사할 뻔한다. 결국 그녀는 오메가헤드론을 잃은 벌로 팬텀 존으로 유배된 잘타르를 만나고, 잘타르는 그녀가 탈출하도록 돕기 위해 자신을 희생한다. 지구로 돌아온 셀레나는 오메가헤드론을 사용하여 자신을 공주로 만들고, 이든을 연인이자 배우자로 삼아 산악 요새와 오토바이 부대를 갖추어 반대에 대비한다.
거울을 통해 팬텀 존에서 나타난 슈퍼걸은 힘을 되찾고 셀레나와 맞서는데, 셀레나는 오메가헤드론을 사용하여 그림자 악마를 소환한다. 악마가 슈퍼걸을 물리치려 할 때, 슈퍼걸은 잘타르의 목소리가 싸움을 계속하라고 격려하는 것을 듣는다. 슈퍼걸은 풀려나고 나이젤은 그녀에게 셀레나를 물리칠 유일한 방법은 악마를 셀레나에게 돌리는 것이라고 말한다. 슈퍼걸은 따르고, 셀레나를 가두는 집중된 회오리바람을 만들어 셀레나는 악마에게 공격당하고 무력화되며, 회오리바람은 비앙카도 빨아들인다. 세 사람은 거울 포털을 통해 빨려 들어가 갇힌다. 셀레나의 마법에서 풀려난 이든은 린다와 슈퍼걸이 동일인임을 알고 린다에 대한 사랑을 고백한다. 그는 또한 그녀가 아르고 시티를 구해야 하며 다시는 그녀를 보지 못할 수도 있다는 것을 이해한다. 카라는 오메가헤드론을 아르고 시티에 돌려주고, 아르고 시티는 다시 빛을 발한다.

## 출연진
- 헬렌 슬레이터 - 카라 조엘 / 린다 리 / 슈퍼걸
- 페이 더너웨이 - 셀레나
- 피터 오툴 - 잘타
- 하트 보크너 - 이선
- 미아 패로 - 알루라
- 브렌다 바카로 - 비앙카
- 피터 쿡 - 나이절
- 사이먼 워드 - 조엘
- 마크 매클루어 - 지미 올슨
- 모린 티피 - 루시 레인
- 샌드라 디킨슨 - 예쁜 여자애
- 데이비드 힐리 - 댄버스 교장
- 로빈 맨들 - 마이라
- 제니퍼 랜더 - 머피 사감
- 맷 프루어 - 트럭 운전기사
- 켈리 헌터 - 아르고니아 시민
- 글로리 애넌